# Megafauna
Med megafauna menas den del av djurbeståndet i ett område eller under en geologisk period som utgör de allra största djuren. Således kan i nutida svensk megafauna sägas ingå djur som älg, björn, varg och hjort. Den vanligaste användningen av ordet megafauna är dock för att beskriva de grupper av exceptionellt stora djur som levde i förhistorisk tid och dog ut ungefär samtidigt med den senaste istidens upphörande, som exempelvis mammut, jättesengångare eller sabeltandad tiger.